# Далматова, Элла Николаевна
Элла Николаевна Далматова (Электра Федоренко; 30 августа 1926 — 21 декабря 1994) — советская театральная актриса, Заслуженная артистка РСФСР (1974)

## Биография
Элла Николаевна Далматова (Электра Федоренко) родилась 30 августа 1926 года в семье актёра Николая Николаевича Далматова (в 1936—1948 годах артиста Малого театра). 
В 1948—1989 годах играла на сцене Малого театра в Москве.
Умерла 21 декабря 1994 года, похоронена на Введенском кладбище (22 участок) рядом с отцом.

## Награды и премии
- Заслуженная артистка РСФСР (04.11.1974).

## Работы в Малом театре
- 1949 — «Ревизор» Н. В. Гоголя — Марья Антоновна
- 1949 — «Молодость» Л. Зорина — Катя
- 1950 — «Снегурочка» А. Н. Островского — Купава
- 1952 — «На всякого мудреца довольно простоты» А. Н. Островского — Машенька, племянница Турусиной
- 1959 — «Свои люди – сочтемся» А. Н. Островского — Олимпиада Самсоновна
- 1963 — «Каменное гнездо» Х. Вуолийоки — Пасторша
- 1963 — «Ревизор» Н. В. Гоголя — Анна Андреевна
- 1963 — «Перед ужином» В. Розова — Эмма Константиновна
- 1964 — «Луна зашла» Дж. Стейнбека — Энни
- 1965 — «Умные вещи» С. Маршака — Барыня
- 1966 — «Доктор философии» Б. Нушича — Мара
- 1969 — «Умные вещи» С. Маршака — Царица
- 1970 — «Растеряева улица» по Г. Успенскому — Маланья
- 1971 — «Достигаев и другие» М. Горького — Ксения Булычова
- 1973 — «Пучина» А. Н. Островского — Дарья Ивановна
- 1974 — «Правда – хорошо, а счастье лучше» А. Н. Островского — Барабошева
- 1975 — «Свадьба Кречинского» А. В. Сухово-Кобылина — Атуева
- 1975 — «Царь Фёдор Иоаннович» А. К. Толстого — Василиса Волохова
- 1975 — «Горе от ума» А. С. Грибоедова — княгиня Тугоуховская
- 1978 — «Мамуре» Ж. Сармана — Армандина
- 1982 — «Лес» А. Н. Островского — Гурмыжская
- 1982 — «Любовь Яровая» К. Тренева — Марья
- 1986 — «Недоросль» Д. И. Фонвизина — Простакова

## Фильмы-спектакли
1. 1952 — На всякого мудреца довольно простоты — Машенька, племянница Турусиной
2. 1956 — Крылья — Галя[1]
3. 1967 — Пропавший чиновник — эпизод
4. 1973 — Обрыв — Марья Егоровна Викентьева
5. 1975 — Достигаев и другие — Ксения Булычова, мать Варвары
6. 1976 — Пучина — Дарья Ивановна
7. 1977 — Семейная история — жена Геннадия Кирилловича
8. 1978 — Власть тьмы — Акулина
9. 1979 — Мамуре — Армандина
10. 1981 — Царь Фёдор Иоаннович — Василиса Волохова, сваха
11. 1983 — Умные вещи — барыня
12. 1987 — Недоросль — жена Простакова[2]